# 蘭鐸
教宗蘭鐸（拉丁語：Lando PP.；？—914年）於913年7月或11月－914年3月出任教宗。
蘭鐸生于意大利罗马附近的Sabina，人们对他生平事迹所知甚少，其父名为Taino。他继承教宗達西三世担任教宗之后，直接使用原名作为称号，他是教宗方濟各於2013年上任前最後一位使用独特名号的教宗。